# Hadyńkowce

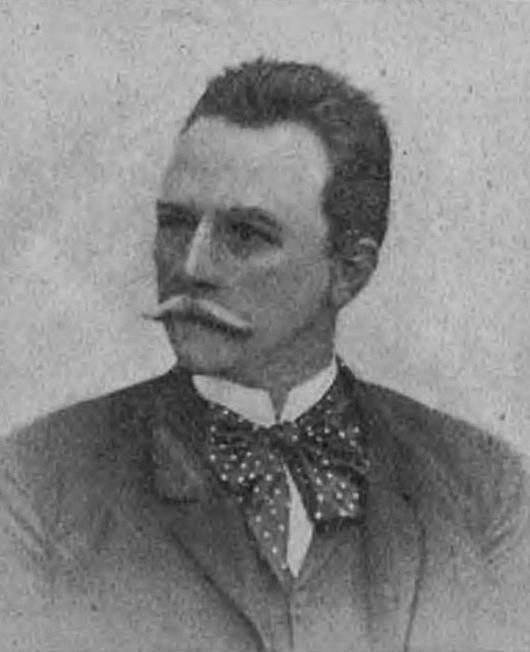
Artur Cielecki-Zaremba

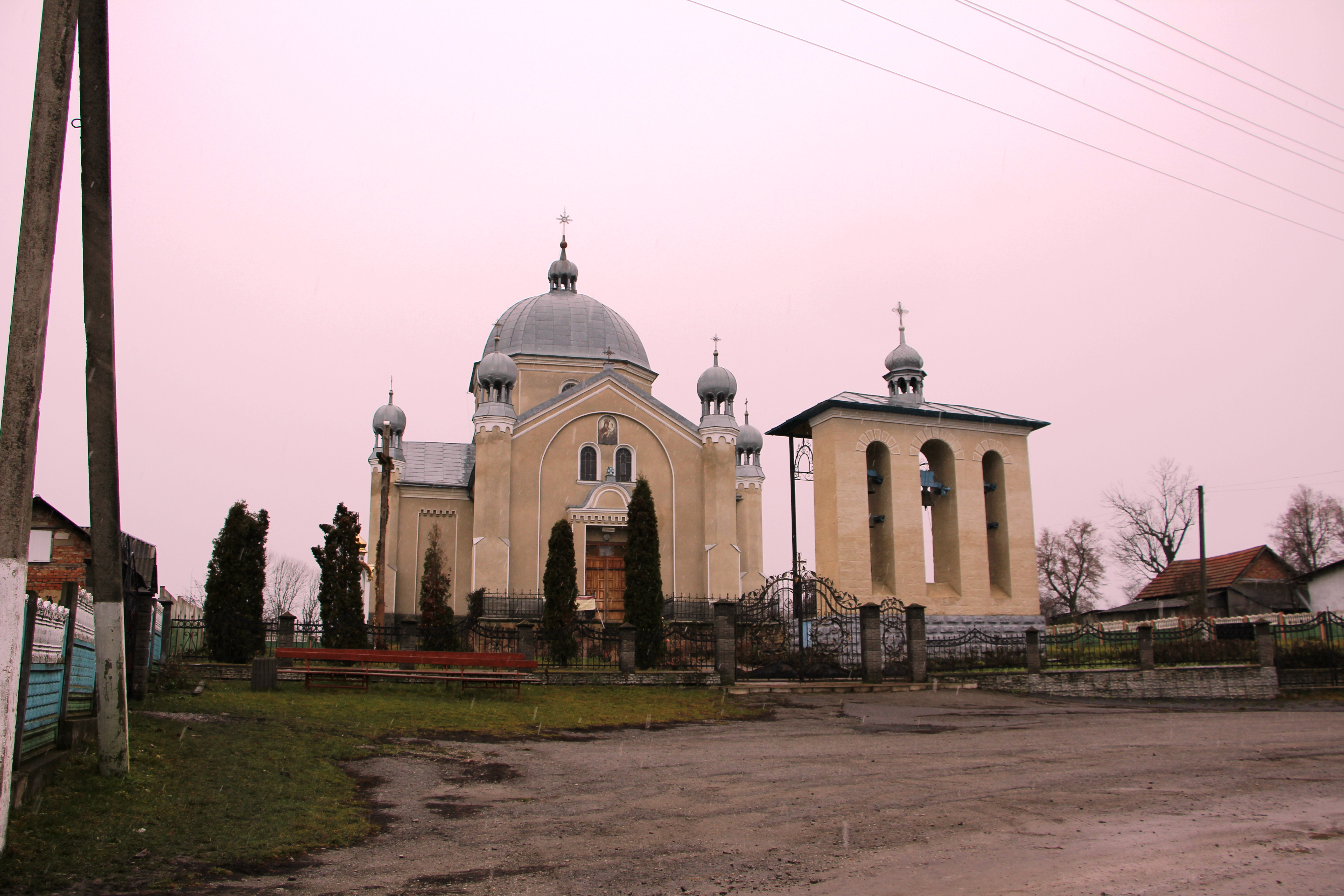
Cerkiew Narodzenia Przenajświętszej Bogurodzicy

Hadyńkowce (ukr. Гадинківці), w latach 1964–1991 wieś nosiła nazwę Komsomolśke (ukr. Комсомольське) – wieś w rejonie czortkowskim obwodu tarnopolskiego, leżąca nad Niczławą, około 27 kilometrów od Husiatyna. Wieś stanowi centrum administracyjne silskiej rady.
Znajduje się tu stacja kolejowa Hadyńkowce, położona na linii Tarnopol – Biała Czortkowska.
Do 2020 w rejonie husiatyńskim.

## Historia
Pierwsza wzmianka – z 1483.
W czasach I Rzeczypospolitej wieś położona była w województwie ruskim. Była własnością szlachecką, należała m.in. do Kopiczyńskich, Cieleckich. Przez pewien czas była w posiadaniu Ewy Potockiej z Kaniowskich, starościny lwowskiej, która 13 sierpnia 1777 sprzedała je za 50000 złr. Wincentemu Potockiemu.
Według rozgraniczenia z 1680 wieś znajdowała się w województwie ruskim. Część granicy pomiędzy województwami podolskim i ruskim przechodziła na południe od Trybuchowiec i Dżuryna – między temi wsiami oraz Ćwitową i Pomorcami, zatem na północ od Czortkowa, dalej – między wsiami Hadyńkowce i Szwajkowce.
W II Rzeczypospolitej, do 1 sierpnia 1934 roku miejscowość stanowiła gminę wiejską w powiecie kopyczynieckim województwa tarnopolskiego.
W latach 1944–1945 nacjonaliści ukraińscy z OUN-UPA zamordowali tutaj 17 Polaków.
W latach 1964–1991 wieś nosiła nazwę Komsomolśke (ukr. Комсомольське).

## Zabytki
- dwór w Hadyńkowcach wybudowany w XVIII w. przez rodzinę Cieleckich; spalony w 1915 r. i odbudowany po 1920 r. Przedstawicielem tego rodu i dziedzicem Hadyńkowiec był Artur Cielecki-Zaremba.
- cerkiew greckokatolicka.

## Pomniki
- pomnik poległych w czasie II wojny światowej,
- symboliczna mogiła członków Legionu Ukraińskich Strzelców Siczowych i UPA.

## Urodzeni
- Artur Karol Cielecki-Zaremba, – polski właściciel dóbr, polityk, poseł do Sejmu Krajowego Galicji VII, VIII, IX i X kadencji od 1895 do 1914, działacz społeczny.
- Grzegorz Chomyszyn – ukraiński duchowny greckokatolicki